# 1894年の映画
1894年の映画（1894ねんのえいが）では、1894年（明治27年）の映画分野の動向を展望し、発表されたおもな映画作品や、映画関係者の誕生についてまとめる。

## 出来事
- 1月 - ディクソンとウィリアム・ハイセが、同僚のフレッド・オットがくしゃみをする映像を、ブラック・マリアにおいてキネトグラフで撮影した[1][2]。
- 4月14日 - キネトスコープの最初の商業的公開が、ニューヨークのブロードウェイ1155番地にあったホランド兄弟（Holland Brothers）のキネトスコープ・パーラーで行われた[3]。
- 6月6日 - チャールズ・フランシス・ジェンキンス（英語版）が、インディアナ州リッチモンドで、観衆の前で撮影済みのフィルムを投影してみせた。これは記録に残るものとしては、最も初期の映画の投影のひとつである[4]。
- トーマス・エジソンが、映画と音声の動機を試みた実験を重ねた。キネトスコープの映像を、ゆるやかな形で円筒式の蓄音機と同期させるキネトフォンが発明された[5]。
- キネトスコープを観ることができるパーラーが、シカゴやサンフランシスコなどのアメリカの主要都市に登場し始めた[6]。それぞれのパーラーには、数台のキネトスコープが設置された[7]。
- この年の夏頃にパリでキネトスコープが公開され、それを見知ったリュミエール兄弟の父アントワーヌ・リュミエール（フランス語版）が、兄弟に動画装置の研究を指示し[8]、この年の冬から研究が着手された[9]。

## おもな作品

### バート・エイカーズ
- Crows on Saffron Hill[10]
- Haycart Crossing Hadley Green, Middlesex[10]

### シャルル・エミール・レイノー
- 脱衣小屋のまわりで[11] / Autour d'une cabine - アニメーション短編
- 炉辺の夢[12] / Rêve au coin du feu

### エティエンヌ＝ジュール・マレー
- 猫の落下 / Falling Cat
- Chat En Chute Libre

### ウィリアム・K・L・ディクソン
- A Bar Room Scene
- Alleni's Boxing Monkeys
- Amateur Gymnast, No. 2
- アナベルのバタフライダンス / Annabelle Butterfly Dance - 出演アナベル・ムーア
- Annabelle Sun Dance - 出演アナベル・ムーア
- アニー・オークレイ / Annie Oakley - 出演アニー・オークレイ
- Armand D'Ary - 出演 Armand D'Ary
- Athlete with Wand
- Babies in High Chairs
- Band Drill - 監督ウィリアム・ハイセ、ウィリアム・K・L・ディクソン、脚本 Charles Hale Hoyt、出演 Frank Baldwin
- Bertoldi (Mouth Support) - 出演 Ena Bertoldi
- Bertoldi (Table Contortion) - 出演 Ena Bertoldi
- Boxing - 出演 Jack McAuliffe
- ボクシングをする猫[13] / The Boxing Cats (Prof. Welton's)
- バッキング・ブロンコ[14] / Bucking Broncho - 監督ウィリアム・ハイセ、ウィリアム・K・L・ディクソン、出演 Frank Hammitt、Lee Martin
- バッファロー・ビル[15] / Buffalo Bill - 出演 ウィリアム・F・コーディ
- バッファロー・ダンス / Buffalo Dance - 出演 Hair Coat、Parts His Hair、Last Horse
- Caicedo (with Pole) - 出演 Juan A. Caicedo
- Caicedo (with Spurs) - 出演 Juan A. Caicedo
- カルメンシータ / Carmencita - 出演 カルメンシータ[13][15]
- Chinese Laundry Scene - 監督ウィリアム・ハイセ、ウィリアム・K・L・ディクソン、出演 Phil Doreto、Robetta
- Chinese Opium Den
- Cock Fight, No. 2 - 監督ウィリアム・ハイセ、ウィリアム・K・L・ディクソン、出演 Henry Welton
- Corbett and Courtney Before the Kinetograph - 監督ウィリアム・ハイセ、ウィリアム・K・L・ディクソン、出演 ジェームス・J・コーベット、ピーター・コートニー (Peter Courtney)
- Cupid's Dance - 出演 Florence Ewer、Lenora Ewer、Mildred Ewer
- Dance - 出演  Rosa France、Frank Lawton、Etta Williamson
- Dance du Ventre
- The Dickson Experimental Sound Film - 出演ウィリアム・K・L・ディクソンほか
- 闘犬[16] / Dogs Fighting
- Edison Employee Picnic
- Fancy Club Swinger - 出演 John R. Abell
- Finale of 1st Act, Hoyt's 'Milk White Flag'
- 火事からの救出シーン[17] / Fire Rescue Scene - 監督ウィリアム・ハイセ、ウィリアム・K・L・ディクソン
- フレッド・オットのくしゃみ / Fred Ott's Sneeze (also known as Edison Kinetoscopic Record of a Sneeze)  - 出演フレッド・オット
- Fred Ott Holding a Bird - 出演 フレッド・オット
- French Dancers
- グレンロイ兄弟[16] / Glenroy Bros (Comic Boxing) - 監督ウィリアム・ハイセ、ウィリアム・K・L・ディクソン
- ハジ・シェリフ / Hadj Cheriff - 出演 ハジ・シェリフ[18]
- Highland Dance
- Human Pyramid - 出演 Saleem Nassar
- ホーンバッカー対マーフィー[19] / The Hornbacker-Murphy Fight - 出演 Eugene Hornbacker、Murphy
- インペリアル・ジャパニーズ・ダンス[13] / Imperial Japanese Dance - 監督ウィリアム・ハイセ、ウィリアム・K・L・ディクソン、出演 The Sarashe Sisters
- Lady Fencers (With Broadswords) - 出演 Louise Blanchard、Helen Englehart
- Lady Fencers (With Foils)
- Lasso Exhibition - 出演 Frank Hammitt、Lee Martin
- Lasso Thrower - 出演 Vicente Oropeza
- Leonard-Cushing Fight - 出演 Jack Cushing、Mike Leonard.
- ルイス・マルティネッティ[16] / Luis Martinetti, Contortionist - 出演 ルイス・マルティネッティ
- Man of a Thousand Faces - 出演 George Layman
- May Lucas - 出演 May Lucas
- Men on Parallel Bars
- ペドロ・エスキレルとディオネシオ・ゴンザレス[16] / Mexican Knife Duel - 出演 ペドロ・エスキレル（Pedro Esquivel）、ディオネシオ・ゴンザレス（Dionecio Gonzales）
- Miss Lucy Murray - 出演 Lucy Murray
- Mlle. Capitaine - 出演 Alciede Capitaine
- Organ Grinder, No. 1、Organ Grinder, No. 2
- Oriental Dance - 出演 Rosa
- Rat Killing
- Rats and Terrier No. 2、Rats and Terrier No. 3
- Rats and Weasel
- Ruth Dennis - 出演 ルース・セント・デニス
- Sandow、(Sandow No. 1) Souvenir Strip of the Edison Kinetoscope、Sandow No. 2、Sandow No. 3 - 出演 ユージン・サンドウ
- Sheik Hadji Tahar - 出演 Sheik Hadji Tahar
- スー族のゴースト・ダンス / Sioux Ghost Dance - 監督ウィリアム・ハイセ、ウィリアム・K・L・ディクソン
- 宙返りする犬[16] / Summersault Dog - 出演 Lucy the Dog、Ivan Tschernoff
- Sword Combat - 出演 Najid、Saleem Nassar
- The Barbershop - 監督ウィリアム・ハイセ、ウィリアム・K・L・ディクソン
- カーニヴァル・ダンス[16] / The Carnival Dance - 出演 Madge Crossland、May Lucas、Lucy Murray
- 闘鶏[13] / The Cock Fight
- The Pickaninny Dance, from the 'Passing Show' - 出演 Joe Rastus、Denny Tolliver、Walter Wilkins
- The Widder - 出演 Isabelle Coe
- The Wrestling Dog - 出演 Henry Welton
- トパックとスティール[20] / Topack and Steele - 出演 George W. Steele、George Topack
- Toyou Kichi - 出演 Toyou Kichi
- Trained Bears
- Trapeze
- Unsuccessful Somersault
- ウォールトンとスラヴィン[15] / Walton and Slavin No. 1、Walton and Slavin No. 2、Walton and Slavin No. 3、Walton and Slavin No. 4 - 出演 John Slavin、Charles F. Walton
- Whirlwind Gun Spinning - 出演 Hadj Lessik
- Wonderful Performing Dog - 出演 Lucy the Dog、Ivan Tschernoff
- Wrestling Match

### その他
- Miss Jerry - 監督 Alexander Black、出演 Blanche Bayliss, William Courtenay、Chauncey Depew

## 誕生
- 1月3日 - ザス・ピッツ、アメリカ合衆国の女優（+1963年）
- 1月6日 - ウィリアム・ニューウェル（英語版）、アメリカ合衆国の俳優（+1967年）
- 1月22日 - マット・マクヒュー（英語版）、アメリカ合衆国の俳優（+1971年）
- 2月8日 - キング・ヴィダー、アメリカ合衆国の俳優、監督（+1982年）
- 2月14日 - ジャック・ベニー、アメリカ合衆国のコメディアン（+1974年）
- 3月26日 - ウィル・ライト、アメリカ合衆国の俳優（+1962年）
- 5月2日 - ノーマ・タルマッジ、アメリカ合衆国の女優（+1957年）
- 5月20日 - エステル・テイラー、アメリカ合衆国の女優（+1958年）
- 5月26日 - ポール・ルーカス、ハンガリーの俳優（+1971年）
- 6月16日 - ノーマン・ケリー（英語版）、アメリカ合衆国の俳優（+1958年）
- 7月23日 - アーサー・トリーチャー（英語版）、イギリスの俳優（+1975年）
- 7月25日 - ウォルター・ブレナン、アメリカ合衆国の俳優（+1974年）
- 7月27日 - ミエンティエ・クリング（英語版）、オランダの女優（+1966年）
- 7月29日 - チャールズ・C・ウィルソン（英語版）、アメリカ合衆国の俳優（+1948年）
- 8月10日 - アラン・クロスランド、アメリカ合衆国の監督（+1936年）
- 9月15日 - ジャン・ルノワール、フランスの監督（+1979年）
- 9月26日 - グラディス・ブロックウェル、アメリカ合衆国の女優（+1929年）
- 9月27日 - オリーヴ・テル（英語版）、アメリカ合衆国の女優（+1951年）
- 10月7日 - デル・ロード（英語版）、カナダの俳優（+1970年）
- 10月20日 - オリーヴ・トーマス、アメリカ合衆国の女優（+1920年）
- 10月27日 - アグダ・ヘリン（英語版）、スウェーデンの女優（+1984年）
- 11月9日 - メエ・マーシュ、アメリカ合衆国の女優（+1968年）
- 11月13日 - ニタ・ナルディ、アメリカ合衆国の女優（+1961年）
- 12月8日 - マルテ・ヴィノ（英語版）、フランスの女優（+1984年）